# David Dürler
David Dürler (* 6. Januar 2000) ist ein Schweizer Unihockeyspieler, der beim Nationalliga-A-Verein Grasshopper Club Zürich unter Vertrag steht.

## Karriere
Dürler stammt aus dem Nachwuchs des Grasshopper Club Zürich und debütierte 2018 erstmals in der Nationalliga A.